# 西燕

西燕
燕

西燕の領域。

西燕（せいえん、拼音：Xī-yàn、384年 - 394年）は、中国の五胡十六国時代に鮮卑慕容部の慕容泓によって建てられた国。短命だったので十六国に数えられていない。ただし前燕の嫡流にあたり、他の燕朝より最も前燕に近い血統の王朝である。

## 歴史

### 建国期
370年11月に前燕が前秦皇帝の苻堅により滅ぼされた際、前燕最後の皇帝慕容暐以下鮮卑人4万戸は長安に連行された。この際、慕容暐の弟の慕容泓と慕容沖も連行されるが、両者は前秦の北地長史、平陽郡太守として用いられた。383年に苻堅率いる前秦軍は淝水の戦いで東晋軍に大敗し、以後華北における前秦の支配力が動揺したため、384年3月に慕容泓は関東に逃れて鮮卑数千人を糾合し、華陰に戻って叔父の慕容垂に従い自立した。一方、慕容沖も河東で2万人を集めて決起したが、こちらは前秦軍に敗れてしまったので慕容泓に合流した。この際、慕容泓らは兄の慕容暐を擁立して正式に前燕を再建しようとしたが、慕容暐は弟らに再建を託して自らは長安に留まったので、慕容泓は4月に燕興と改元して正式に西燕を建国した。ただしまだ慕容暐が存命していたため、皇帝は称していなかった。

### 暗殺され続ける君主たち
384年6月、西燕を建国した慕容泓は家臣に暗殺され、弟の慕容沖が皇太弟として即位した。慕容沖は前秦の首都長安を圧迫し、12月には兄の慕容暐が苻堅により処刑されたため、385年1月に正式に皇帝として即位した。5月に慕容沖は長安にいる苻堅とその一族を追い出し、関中に勢力を確立させようとした。ところが配下の鮮卑の多くは故郷のある東への回帰を求めた。すなわち東で勢力を確立していた叔父慕容垂との合流を望んだのだが、慕容沖はこれを拒否したので386年1月に家臣により暗殺された。
慕容沖の死後、西燕は大混乱状態となった。わずか5ヶ月の間に段随、慕容凱、慕容瑤、慕容忠と4人の皇帝が暗殺されては有力者に擁立されるという事件が続いたのである。なお、この中には段随や慕容凱のように皇族と血縁関係の無い（慕容凱に関してはかなりの遠縁だったと思われる）者まで皇帝に擁立されている例もある。第5代皇帝慕容瑤は慕容沖の子、第6代皇帝慕容忠は慕容泓の子である。
この混乱は386年6月、皇族の遠縁である慕容永が第7代皇帝として即位することで収束はしたが、この混乱期における3月に慕容凱が40万人の鮮卑を率いて長安から逃亡して西燕の首都は聞喜（山西省聞喜県）に遷された。

### 滅亡
386年1月、同族の慕容垂が皇帝に即位して後燕が建国された。慕容永は慕容垂の力を借りるために河東王と称して従属し、前秦の苻丕を撃退した。ちなみに後燕に従属したので、西燕は一時的に滅亡した事になるが、9月になると慕容永は長子（現在の山西省長子県）に遷都して再び皇帝として即位して自立した。10月には苻丕の前秦軍と戦い勝利した。
その後、西燕は後燕と前燕復興の継承権をめぐって争った。しかし西燕の皇族から後燕に離反する者も多く、また慕容永が慕容垂の子孫、そして嫡流である慕容泓・慕容沖らの子孫らを殺戮した結果、西燕は孤立状態になり後燕からは393年から徹底的に攻められるようになった。慕容永は東晋や北魏に援軍を求めるもほとんど無視され、394年8月に慕容永は慕容垂の前に敗死した。こうして西燕は滅亡し、その勢力は後燕に引き継がれた。

## 西燕の内情
歴代7名の君主・皇帝が全て非業の最期を遂げたのを見てもわかるように、非常に皇帝権力の弱い国家であった。もともと権力基盤が苻堅により強制移住された関中の鮮卑を主体として建国されていたので、故郷への東帰を希望する配下の意向に皇帝も左右されたのである。しかし他のどの燕よりも前燕との血縁関係は近く、それが前燕を継承する立場の王朝として存在意義を見出していたのだが、権力基盤を確立できずに遷都を繰り返して最後は同族の後燕と争い自滅する結果となった。

## 西燕の君主
1. 済北王慕容泓（在位：384年）
2. 威帝慕容沖（在位：384年 - 386年）
3. 燕王段随（在位：386年）
4. 燕王慕容凱（在位：386年）
5. 燕帝慕容瑤（在位：386年）
6. 燕帝慕容忠（在位：386年）
7. 河東王慕容永（在位：386年 - 394年）

## 元号
1. 燕興（384年）
2. 更始（385年 - 386年）
3. 昌平（386年）
4. 建明（386年）
5. 建平（386年）
6. 建武（386年）
7. 中興（386年 - 394年）